# Thora Bjorg Helga
Thora Bjorg Helga, även Þorbjörg Helga Þorgilsdóttir, född 16 april 1989 i Reykjavik, är en isländsk skådespelare. Hon är mest känd för sin roll som Hera i filmen Metalhead. För rollen belönades hon med Eddapriset i kategorin Bästa kvinnliga huvudroll.

## Filmografi (i urval)
| År   | Titel         | Roll      | Anmärkning                |
| ---- | ------------- | --------- | ------------------------- |
| 2011 | Small Things  | Ásta      | Kortfilm                  |
| 2011 | Ódauðleg ást  | Flickvän  | Kortfilm                  |
| 2012 | Djupet        | Halla     |                           |
| 2012 | Sacrifice     | Gabriella | Kortfilm                  |
| 2013 | Metalhead     | Hera      |                           |
| 2014 | Borgríki 2    | Ragna     |                           |
| 2016 | Autumn Lights | Eva       |                           |
| 2016 | Patient Seven | Flickvän  | Segmentet: "Undying Love" |
| 2017 | Fångar        | Linda     | TV-serie                  |